# Touki
Touki est un village du Cameroun dans la commune de Batouri situé dans la région de l'Est. Il fait partie du département de la Kadey.

## Climat
Dans cette zone, le climat est de type équatorial, chaud et humide, avec deux saisons des pluies et deux saisons sèches.

## Population
Les 155 habitants sont répartis entre 70 hommes et 85 femmes. 

## Économie
Touki est l'une des grandes zones d'élevage bovin. Cette activité est pratiquée sans une réelle participation des autochtones qui pensent que ce domaine n'est réservé qu'aux Foulbés et éleveurs Bororos.